# Julijan Nehrebecki
Julijan Nehrebecki (ur. 1819 w Dorożowie, zm. 19 grudnia 1878 w Kupnowicach) – ksiądz greckokatolicki, ukraiński działacz społeczny, poseł do Sejmu Krajowego Galicji i do austriackiej Rady Państwa.
W latach 1837–1841 ukończył Niższe Seminarium i Studium Teologiczne na Uniwersytecie w Wiedniu, W 1842 został wyświęcony na księdza grecko-katolickiego. Następnie był administratorem parafii gr.-kat. w Beńkowa Wisznia w pow. Rudki (1842–1860), a następnie proboszczem w Kupnowicach w powiecie Rudki (1860–1878) od 1867 dziekan w Komarnie w pow. Rudki. 
Poseł do Sejmu Krajowego Galicji I kadencji (1861–1867). Wybrany do Sejmu Krajowego w IV kurii obwodu Sambor, z okręgu wyborczego Rudki-Komarno.
Poseł do austriackiej Rady Państwa I kadencji (4 lipca 1861 – 2 października 1861), wybrany przez Sejm z kurii IX – delegat z grona posłów wiejskich okręgów: Lwów, Gródek, Sambor, Turka, Drohobycz, Rudki i Łąka. Mandat utracił w wyniku nieusprawiedliwionej nieobecności, w jego miejsce wybrano Semena Tarczanowskyja.

## Rodzina
Urodził się w rodzinie księdza gr.-kat. proboszcza w Dorożowie w pow. samborskim. Ożenił się z Petronelą Juzyczyńską, jego szwagrem był  Antin Juzyczynśkyj. 